# Winona, Kansas
Winona là một thành phố thuộc quận Logan, tiểu bang Kansas, Hoa Kỳ. Năm 2010, dân số của xã này là 162 người.